# Most Karola w Pradze

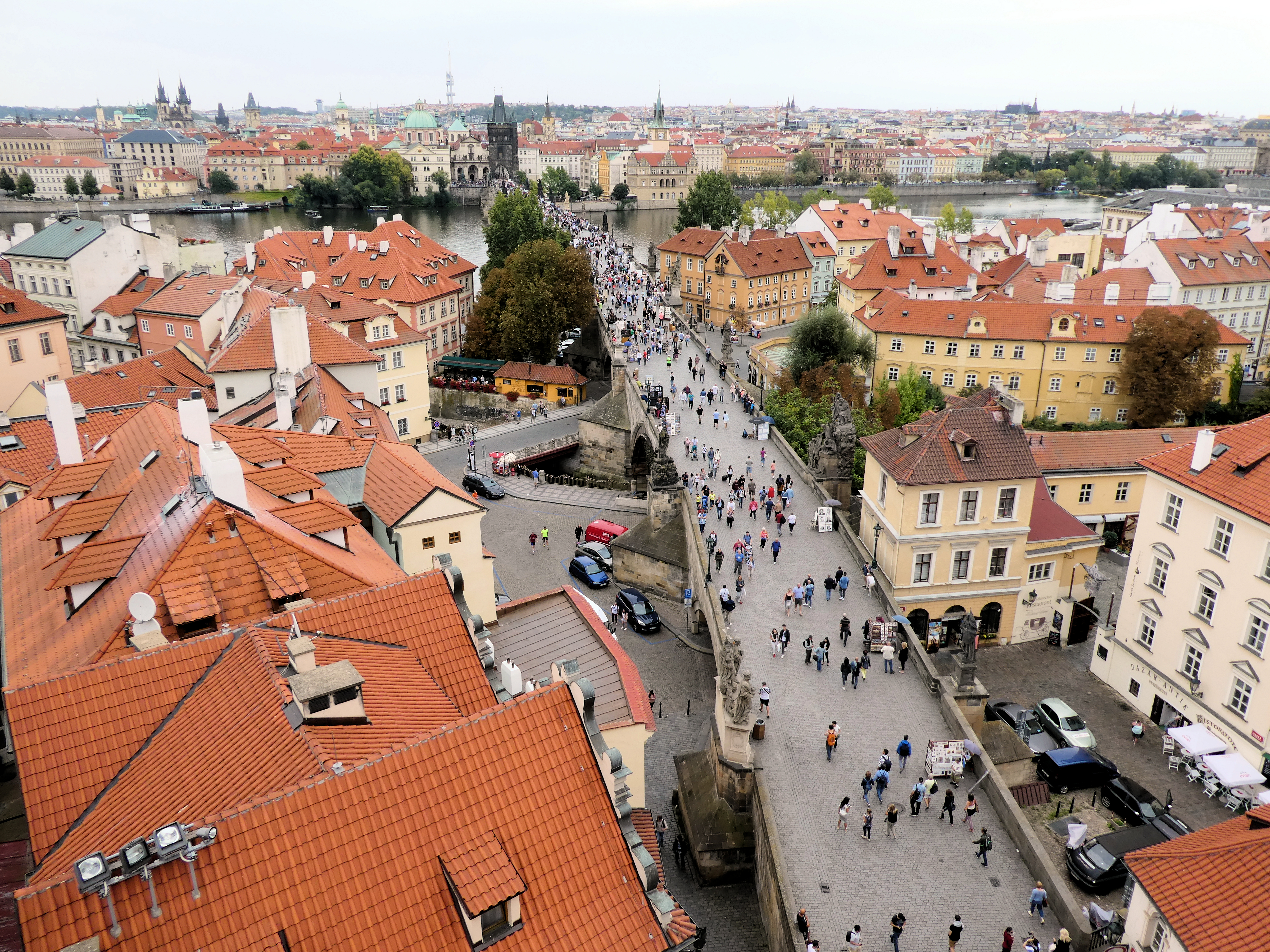
Widok na most z Wieży Malostranskiej

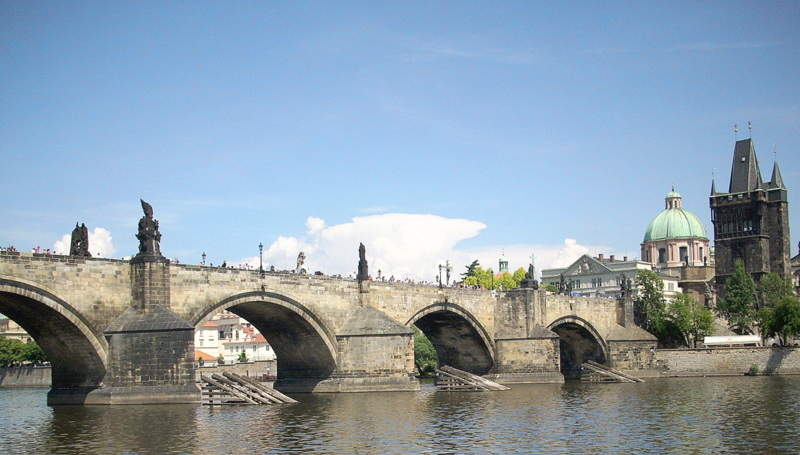
Most Karola

Most Karola (cz. Karlův most, niem. Karlsbrücke) – most na Wełtawie w Pradze czeskiej łączący dzielnice Malá Strana i Staré Město, będący jedną z najsłynniejszych i najczęściej odwiedzanych atrakcji turystycznych miasta.

## Opis
Most ma prawie 516 m długości i ok. 9,50 m szerokości. Jego 17 łęków spoczywa na 15 filarach. Jest to najstarszy zachowany most kamienny świata o tej rozpiętości przęseł. Początkowo nazywano go Kamiennym lub Praskim Mostem. Nazwa Most Karola przyjęła się dopiero od mniej więcej 1870. Do 1741 roku był jedynym mostem na Wełtawie w mieście. Most jest obecnie otwarty tylko dla ruchu pieszego, choć dawniej kursował po nim tramwaj konny, w latach 1905–1908 tramwaj elektryczny, a do 1965 ruch samochodowy.
Budowę mostu rozpoczęto w 1357 za panowania cesarza Karola IV. Stanął on na miejscu wcześniejszego (również kamiennego) mostu z XII w., zniszczonego przez powódź w 1342. Poprzedni most, romański, nosił nazwę „mostu Judyty” na cześć drugiej żony księcia czeskiego Władysława II i przebiegał na północ od miejsca, w którym znajduje się Most Karola. Posiadał wieże na obu końcach, z których małostrańska, choć przebudowana, istnieje do dziś.
Budowę zlecono 28-letniemu wówczas Peterowi Parlerowi. Dla wzmocnienia konstrukcji do zaprawy dodano białka jajek. W okresie baroku most ozdobiono 30 posągami świętych, dziełami m.in. Matthiasa Bernarda Brauna i rodziny Brokoff (Jan Brokoff, Michał Jan Józef Brokoff, Ferdynand Maksymilian Brokoff). W 1787 ustawiono tu także posąg cesarza Józefa II (projekt ustawienia tu także posągu Karola VI nie został zrealizowany). Na jednej z balustrad umieszczono tablicę pamiątkową poświęconą św. Janowi Nepomucenowi – 20 marca 1393 w tym miejscu według tradycji wrzucono go z rozkazu króla Wacława IV do Wełtawy.
Na wschodnim końcu mostu stoi staromiejska wieża mostowa z umieszczonymi na niej siedzącymi postaciami cesarza Karola IV, jego syna Wacława IV oraz św. Wita, św. Wojciecha i św. Zygmunta. Rzeźby te pochodzą z lat 80. XIV w.
Na zachodnim krańcu mostu znajdują się dwie wieże. Początki niższej wieży sięgają jeszcze czasów pierwszego mostu z XII w. Natomiast wyższa wieża została zbudowana dopiero w XV w. za panowania króla Jerzego z Podiebradów jako pendant dla wieży staromiejskiej.
Most mocno ucierpiał podczas powodzi w II połowie XIX wieku – zawaleniu uległo wówczas kilka przęseł (powódź z 1890 zniszczyła m.in. posągi św. Ignacego Loyoli oraz św. Franciszka Ksawerego – pierwszy posąg na most już nie wrócił). Również w czasie powodzi w 2002 istniało realne zagrożenie zniszczenia mostu.
W sierpniu 2007 rozpoczęto, ukończony w listopadzie 2010, kolejny remont połączony z badaniami archeologicznymi. W trakcie badań pojawiło się przypuszczenie, że twórcą mostu był magister pontis, praski mieszczanin Oto lub Otlin, a nie jak sądzono, Peter Parler.

## Figury na Moście Karola
Na Moście Karola jest trzydzieści figur i grup figur, po piętnaście z każdej strony.
Po prawej stronie mostu, patrząc od starego miasta, ustawiono kolejno: Matkę Boską i św. Bernarda; Matkę Boską z Dzieciątkiem w otoczeniu św. Dominika i św. Tomasza z Akwinu; brązowy krucyfiks; św. Annę Samotrzeć; św. św. Cyryla i Metodego; św. Jana Chrzciciela; św. św. Norberta, Wacława i Zygmunta; św. Jana Nepomucena; św. Antoniego z Padwy; św. Judę Tadeusza; św. Augustyna; św. Kajetana; św. Filipa; św. Wita oraz Chrystusa Zbawcy w towarzystwie św. św. Kosmy i Damiana.
Po lewej stronie mostu stoją rzeźby: św. Iwona; św. św. Barbary, Małgorzaty i Elżbiety; Piety; św. Józefa; św. Franciszka Ksawerego; św. Krzysztofa; św. Franciszka Borgiasza; św. św. Ludmiły z małym Wacławem; św. Franciszka, św. św. Wincentego Ferreriusza i Prokopa; św. Mikołaja z Tolentynu; Chrystusa Ukrzyżowanego ukazującego się św. Ludgardzie; św. Wojciecha; św. św. Jana z Mathy, Feliksa de Valois i św. Iwana oraz św. Wacława.
Kamień węgielny nowego kamiennego mostu wmurował Karol IV Luksemburski 9 lipca 1357 o godzinie 5:31 rano. Powodem wyboru tej godziny był odpowiedni układ gwiazd (koniunkcja Słońca z Saturnem). Inna wersja mówi o tym, że data odpowiada układowi wszystkich cyfr nieparzystych 1-3-5-7-9-7-5-3-1 (jest ona palindromem – czytana z obydwu stron brzmi tak samo).

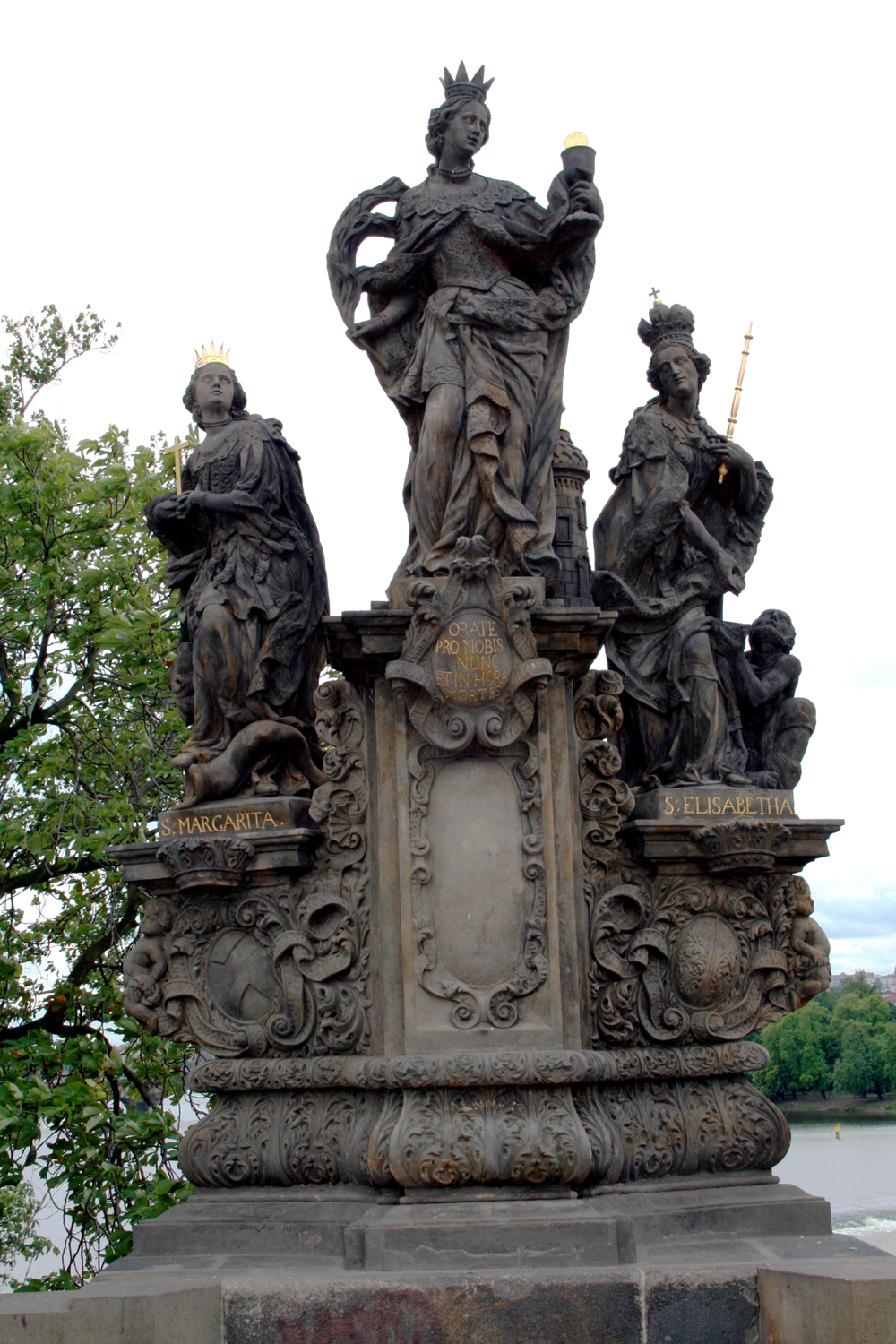
Figura św. Barbary z herbem Obyteckých(inne języki)
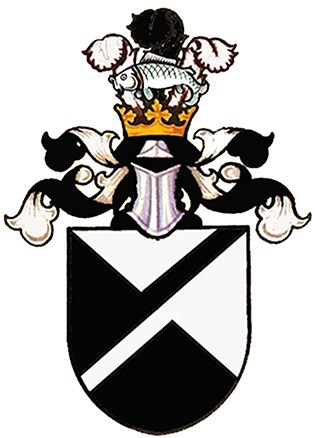
Herb Obyteckých
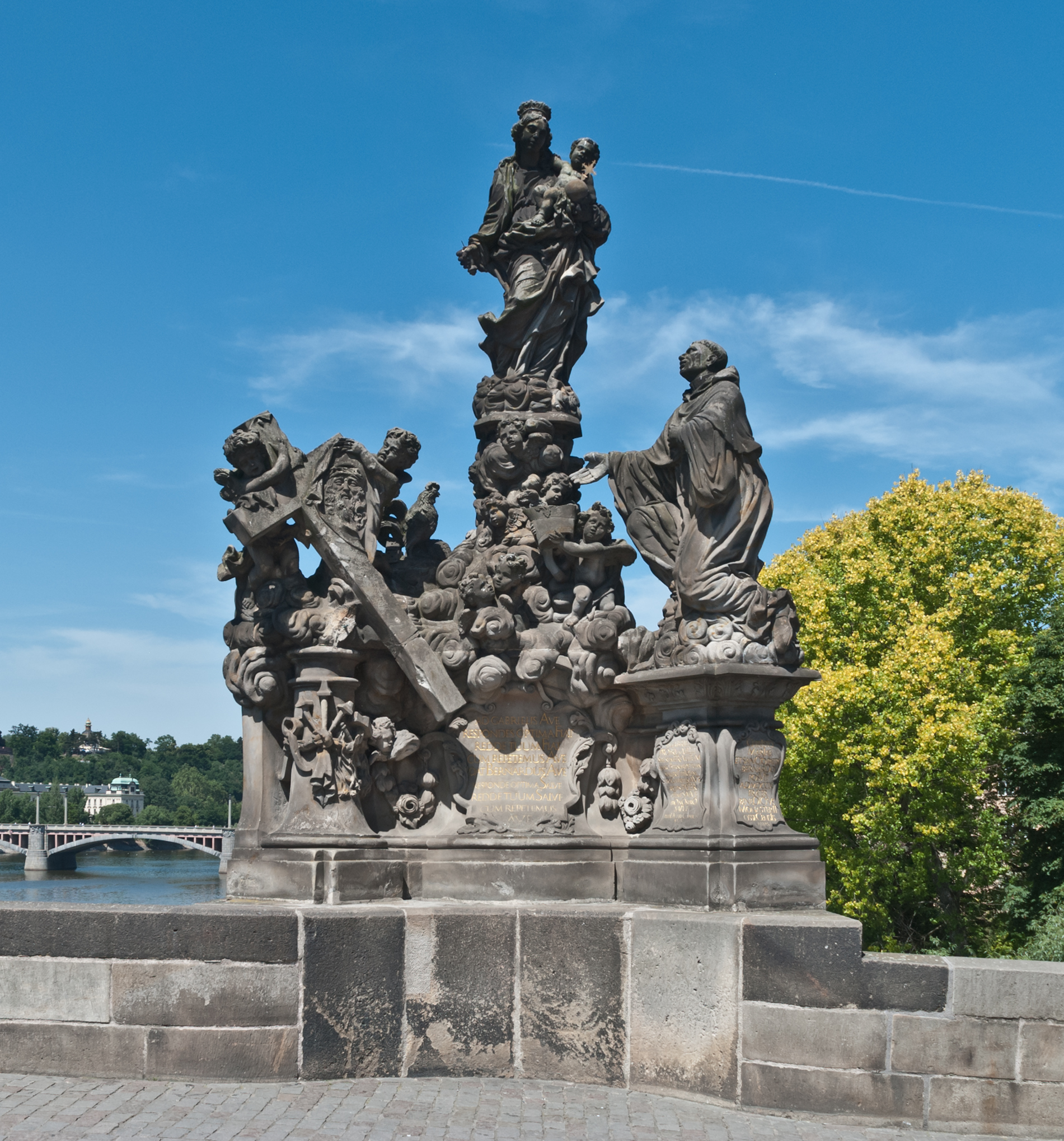
Madonna ze św. Bernardynem